# هایکانوش مارک
هایکانوش مارگاری مارک (ارمنی: Հայկանուշ Մարգարի Մառք؛ انگلیسی: Haykanoš Mark؛‏ زادهٔ ۱۸۸۴ - ۷ مارس ۱۹۶۶) نویسنده، شاعر، روزنامه‌نگار نظر و چهره عمومی فمینیست اهل ارمنستان بود. در کنستانتینوپل به دنیا آمد و در همان‌جا نیز تحصیل نمود. گاهنامه‌های Tzałik (۱۹۰۵–۰۷) و Hay kin (۱۹۱۹–۳۲) را ویراستاری نمود.

## اوایل زندگی
هایکانوش مارک از نسل ارمنی بود و وی با نام اصلی ارمنی: Հայկանուշ Թոփուզյան؛ ارمنی غربی: Հայկանուշ Թոփուզեան در سال ۱۸۸۴ در کنستانتینوپل به دنیا آمد. پدرش مارکار توپوزیان، یک دلال از وان بود که در سال ۱۸۵۰ یا ۱۸۵۱ میلادی به دنیا آمده بود، و مادرش یبراقسه در استانبول در سال ۱۸۵۳ یا ۱۸۵۴ میلادی به دنیا آمده بود. پس از تصویب قانون نام خانوادگی در ترکیه در سال ۱۹۳۴، او نام خانوادگی مارک را که کوتاه‌شدهٔ مارکار بود، برگزید.
او در مدرسه ابتدایی و دبیرستان اسایان تحصیل کرد. برای پنج سال از زبان‌شناس هاگوب کورکن دروس زبان ارمنی آموخت که توجه او را در آخرین سال تحصیلی دبیرستان جلب کرده بود. سپس به مدت چهار سال به عنوان دستیار معلم در یتیم‌خانه بیمارستان ارمنی یدیکوله فعالیت کرد.

## حرفه
اولین مقاله او در نشریه منظومهٔ افکار که یک نشریه ارمنی-ترکی بود، منتشر شد. به‌خاطر این مقاله، پیشنهادها شغلی از نشریاتی مانند پوراغ، هنراکیداک، پوزانسیون و پاناسر دریافت کرد. او حتی قبل از بیست سالگی در مسابقهٔ شعر که توسط روزنامه مایسیس برگزار شده بود، مقام دوم را کسب کرد.
در سال ۱۹۰۵، مارک سردبیری مجلهٔ ارمنی زنانه قسطنطنیه‌ای دزاغیغ را آغاز کرد. در آن زمان، بیشتر کسانی که برای این مجله می‌نوشتند مرد بودند. نویسندگان مرد در این نشریه از نام‌های مستعار زنانه استفاده می‌کردند. مارک که از جنبش‌های فمینیستی در فرانسه آگاهی داشت، می‌خواست که این مجله تنها توسط زنان منتشر شود و برای زنان باشد. در همین زمان، او با واهان توشیگیان، مدیر اجرایی نشریه منظومهٔ افکار، ازدواج کرد و شغل خود را در یتیم‌خانه ترک کرد. این نشریه به مدت دو سال دیگر منتشر شد، اما زمانی که مارک به همراه همسرش به ازمیر نقل‌مکان کرد، انتشار آن متوقف شد. در آنجا، او دربارهٔ مسائل زنان در مجلات محلی مانند آرشالویس و آروولک مطلب می‌نوشت.
در سال ۱۹۰۹، این زوج به قسطنطنیه بازگشتند. مارک رئیس کمیته ادبی اتحادیه زنان ارمنی ملی‌گرا شد که به تازگی تأسیس شده بود. او برای باز کردن مدارس ارمنی در استان‌ها و فراهم کردن آموزش برای دختران آماده شد. در نتیجه این تلاش‌ها، تعداد مدارس ارمنی در آناتولی به ۳۲ عدد رسید.
در سال ۱۹۱۹، او نشریهٔ دو هفته‌نامه فمینیستی های کین (به ارمنی:Հայ Կին) را شروع به انتشار کرد. تفاوت رویکرد او این بود که این بار نه تنها زنان، بلکه هر دو جنس باید در انتشار این نشریه مشارکت داشته باشند. او از ایدهٔ جدا کردن مردان و زنان دست کشید. او هرگز از استقلال خود دست نکشید و می‌گفت:
اگر مجلهٔ زن ارمنی قرار است زیر پرچمی زندگی کند، این پرچم فقط می‌تواند پرچم زنانگی باشد.
در سال ۱۹۲۳، محیی‌الدین اوستونداغ، نمایندهٔ استانبول، در یک سمینار اتحادیه زنان ترک گفت که «برابری جنسیتی وجود ندارد چون زنان در فهرست سربازان نیستند». در حالی که هیچ‌کس به این گفته واکنشی نشان نداد، مارک در روزنامهٔ هلال احمر به شدت آن را نقد کرد و گفت «مادران در هنگام زایمان جان خود را از دست می‌دهند و زنان همچنین به عنوان پرستار در میدان‌های جنگ خدمت می‌کنند».
فعالیت نشریه او به مدت ۱۳ سال ادامه یافت تا در سال ۱۹۳۲ توسط دولت ترکیه بسته شد. گفته شده است که این نشریه مجبور به تعطیلی شد زیرا به اتهام حمایت از دشمنان ترک‌ها به دلیل حمایت از متفقین در سال‌های پس از جنگ جهانی اول، متهم شد.

## فمینیسم
مارک با «زن شدن مرد به نام آزادی» مخالف بود. او می‌گفت: «زنان باید کار کنند و آزادی اقتصادی خود را به دست آورند، در این مسیر نیازی به آمادگی برای بی‌ادب بودن یا تخریب وجود ندارد». به گفتهٔ او «عشق در ذهن است». او اشاره می‌کرد که «سیستم آموزشی از دیدگاه مردانه طراحی شده است» و اظهار می‌داشت که «مشارکت زنان در مرحلهٔ تهیه برنامه‌های درسی امری ضروری است». مارک می‌گفت که «مردان و زنان متفاوت و برابر هستند و زنان باید تفاوت‌های خود را برای خود و بشریت مطالبه کنند».

## درگذشت
هایکانوش مارک در سال ۱۹۶۶ در سن ۸۱ سالگی در بیمارستان ارمنی یدیکوله درگذشت. او در بستر مرگ، به دوستی گفت «بنویس! همیشه برای میهن، ملت و بشریت بنویس و با آنها خوشبخت باش!».
او در گورستان ارامنه شیشلی در استانبول به خاک سپرده شد. روی سنگ قبر او عنوان مجله‌اش یعنی‌های کین نوشته شده است.

## نگارخانه

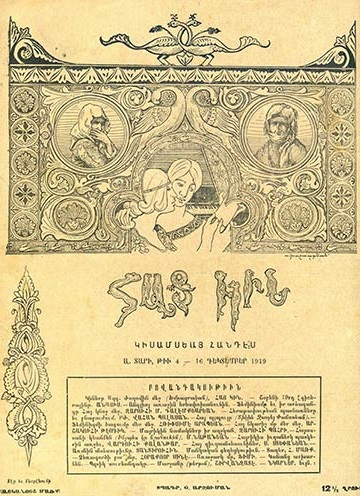

- پرونده:Hayganus-Mark-189x300.jpg